# Качкар (гора)
Качкар, или Качкар-Даги (тур. Kaçkar Dağı) — высочайшая вершина в восточной оконечности Понтийского хребта, высота составляет 3 937 м. На её пике в защищённых местах снег сохраняется круглый год. На гору можно взойти на её северо-восточном склоне по маршруту, начинающемуся от деревни Юкари Кэрвун.

## Этимология
Название горы Качкар происходит от армянского слова kaçkar (арм. Խաչքար — haçkar / хачкар). Дословно «крест-камень».

## Географическое положение
Качкар лежит примерно в 60 км к юго-востоку от города Ризе в Черноморском регионе Турции. Гора занимает четвёртое по высоте место среди всех вершин страны.

## Экология
Текущие с северных склонов горные ручьи спускаются в провинции Ardeşen близ город Ризе и далее впадают в Чёрное море. На южной стороне горы склоны более крутые и вода спускается с них короткими потоками.
Основное минеральный состав горы — это стратифицированные слои сланца и известняка, а также промежуточные вулканические горные породы возрастом из середины мелового периода. Кристаллические породы представлены гранитом.
На высоте до 2100 метров на склонах фрагментами растут еловые и пихтовые леса, а выше лежат высокогорные пастбища и ещё выше и к северу находятся ледники.